# Realkredit
Ein Realkredit ist im Bankwesen ein Kredit, der durch Grundpfandrechte (Hypothek, Grundschuld oder Sicherungsgrundschuld) gesichert ist und dessen Beleihungsgrenze bis zu 60 % des Beleihungswerts einer Immobilie betragen darf. Gegensatz ist der Personalkredit.

## Allgemeines
Das Kompositum „Realkredit“ weist darauf hin, dass es sich um einen Kredit gegen die Stellung von Realsicherheiten handelt. Insbesondere im Bankwesen wird der Begriff jedoch auf einen ausschließlich durch Grundpfandrechte gesicherten Kredit verengt. Als Grundpfandrechte kommen die Bestellung, Abtretung oder Verpfändung einer Hypothek oder Grundschuld an Grundstücken oder grundstücksgleichen Rechten in Frage. Realkredite dienen der Finanzierung des Kaufs, des Neubaus, der Sanierung oder des Umbaus von Immobilien. Vollfinanzierungen sind die Ausnahme, da die Kreditinstitute mittels einer Beleihungsgrenze auch einen angemessenen Eigenkapitaleinsatz des Kreditnehmers erwarten, mit dem dieser auch seine eigene Risikobereitschaft beweist. Beim Realkredit steht primär das zu beleihende Objekt im Vordergrund, während beim Personalkredit die Bonität des Kreditnehmers priorisiert wird. Das bedeutet jedoch nicht, dass nicht auch beim Realkredit die Bonität untersucht wird, weil unter anderem der Schuldendienstdeckungsgrad zu untersuchen ist.

## Bankrechtliche Einordnung
Entscheidende Auswirkungen auf die Beleihungspraxis der Kreditinstitute gehen in der Immobilienfinanzierung von der europaweit geltenden Kapitaladäquanzverordnung aus. Sie stellt an die Qualität von Grundpfandrechten sowie deren Überwachung und Überprüfung konkrete Anforderungen, um Kreditrisikominderungseffekte zur Reduzierung der Eigenkapitalunterlegung zu erreichen. Nach § 10 Nr. 8 KWG gelten seit Januar 2014 die Bestimmungen der Kapitaladäquanzverordnung. Diese lassen die Nutzung eines Beleihungswertes von Immobilien bei der Bestimmung der Risikogewichte und Risikopositionswerte von Realkrediten nur in denjenigen Mitgliedstaaten zu, die in ihren Rechts- oder Verwaltungsvorschriften strenge Vorgaben für seine Bemessung vorgesehen haben. In der neuen Solvabilitätsverordnung (SolvV) wird deshalb klargestellt, welchen Anforderungen ein für die Zwecke der Kapitaladäquanzverordnung berücksichtigungsfähiger Beleihungswert genügen muss. Diese Anforderungen sind in § 22 SolvV abschließend aufgezählt. Danach muss der Beleihungswert eine der folgenden Bedingungen erfüllen:
- Ermittelt nach § 16 Abs. 2 Satz 1 bis 3 PfandBG in Verbindung mit der Beleihungswertermittlungsverordnung
- Ermittelt nach § 7 Abs. 7 Gesetz über Bausparkassen unter Beachtung einer von der BaFin genehmigten Bestimmung nach § 5 Abs. 2 Nr. 3 Gesetz über Bausparkassen
- Bezogen auf eine Immobilie in einem anderen Staat des Europäischen Wirtschaftsraums und ermittelt auf Grundlage von in diesem Staat gültigen strengen Vorgaben in Rechts- oder Verwaltungsvorschriften, die die BaFin als mit der Beleihungswertermittlungsverordnung gleichwertig anerkannt hat
- Der Beleihungswert ist ein anders ermittelter nachhaltig erzielbarer Wert, der den Anforderungen des § 16 Abs. 2 Satz 1 bis 3 PfandBG genügt.

§ 21 Abs. 3 Nr. 1 KWG verweist ebenfalls auf das nunmehr geltende PfandBG.
Die früheren Mindestanforderungen des § 20a Abs. 4 bis 8 KWG a. F. sind nunmehr ebenfalls in der Kapitaladäquanzverordnung (englische Abkürzung CRR) geregelt. Die Mindestanforderungen verlangen in Art. 125 Nr. 2b CRR, dass der Wert der Immobilie nicht wesentlich mit der Bonität des Schuldners positiv korrelieren darf. Hierzu gehören vom Kreditnehmer selbst genutzte Industriegrundstücke, deren Werte erheblich von den Erträgen abhängen, die er durch die besondere Nutzung der Gewerbeimmobilie (z. B. für Fabrikgebäude) erzielt. Art. 208 Abs. 2 CRR verlangt die rechtliche Durchsetzbarkeit in allen relevanten Rechtsordnungen (Art. 208 Abs. 2a CRR), das Grundpfandrecht muss allen rechtlichen Anforderungen genügen (Art. 208 Abs. 2b CRR), muss zeitnah verwertbar sein (Art. 208 Abs. 2c CRR), angemessene Schadensversicherungen (Art. 208 Abs. 5 CRR) aufweisen, durch einen unabhängigen Sachverständigen geschätzt werden (Art. 229 Abs. 1 CRR) und ist jährlich (gewerbliche Immobilie) oder alle drei Jahre (Wohnimmobilien) von der kreditgebenden Bank zu überwachen (Art. 208 CRR).

## Beleihungsobjekte
Unterschieden wird im Bankwesen bei den Beleihungsobjekten zwischen Wohnimmobilien und Gewerbeimmobilien. Während Wohnimmobilien überwiegend zu Wohnzwecken genutzt werden, dienen Gewerbeimmobilien überwiegend gewerblichen Zwecken. Diese Unterscheidung zielt darauf ab, das unterschiedliche Risiko dieser Immobilien bei der Beleihung zu berücksichtigen. Zu den Wohnimmobilien gehören Wohneigentum, Einfamilienhäuser, Mehrfamilienhäuser und ganze Wohnanlagen. Gewerbeimmobilien umfassen Arztpraxen, Bürogebäude, Einzelhandelsimmobilien, Lagerhallen oder ganze Industriegebiete. 
- Wohnimmobilien sind nach § 181 Abs. 9 BewG zu verstehen als „Zusammenfassung einer Mehrheit von Räumen, die in ihrer Gesamtheit so beschaffen sein müssen, dass die Führung eines selbständigen Haushalts möglich ist“. Sie sind fungibler als Gewerbeimmobilien, weil ein breiter Wohnungsmarkt deren Verwertung erleichtert. Zudem sind Wertschwankungen wegen der Knappheit von Wohnraum in Normalzeiten (Ausnahme: Immobilienblase) gering. Ein hoher Standardisierungsgrad schließlich sorgt auf dem Immobilienmarkt für eine breite Nachfrage.
- Für individuell konzipierte Gewerbeimmobilien gibt es meist nur sehr wenige Interessenten, so dass im Regelfall ein enger Markt vorhanden ist; die meisten Gewerbeimmobilien stellen Unikate dar. Das liegt an der eingeschränkten oder fehlenden Drittverwendung spezifisch ausgerichteter Objekte, was deren Volatilität erhöht. Die Drittverwendungsfähigkeit ist einer Gewerbeimmobilie abzusprechen, wenn abzusehen ist, dass es für eine anderweitige Nutzung erheblicher Umbauten bedarf, die wirtschaftlich einem Neubau gleichzusetzen sind oder wenn deren Beschaffenheit oder deren besondere Lage keine Drittverwendung zulässt.[1] Deshalb ist bei gewerblichen Realkrediten erforderlich, dass im Regelfall lediglich Büroräume und vielseitig nutzbare Geschäftsräume beliehen werden sollen, bei denen die Voraussetzung der Drittverwendungsfähigkeit erfüllt ist.[2] Eine gewerblich genutzte Immobilie ist dann drittverwendungsfähig, wenn sie ohne weitere Maßnahmen von einem Dritten im vorhandenen Bauzustand genutzt werden kann. Die aktuelle Marktgängigkeit ist davon unabhängig.

Aus diesen betriebswirtschaftlichen Bewertungskriterien ergibt sich eine unterschiedliche bankbetriebliche Handhabung beider Immobilienarten, die in verschiedenen Beleihungsgrenzen zum Ausdruck kommt.

## Beleihungsgrenzen
Unter diesen rechtlichen und beleihungstechnischen Voraussetzungen dürfen im Einzelfall Wohnimmobilien, die vom Eigentümer selbst genutzt oder vermietet sind, mit einer Beleihungsgrenze von 80 % des Beleihungs- oder Marktwerts (Art. 125 Nr. 2d CRR) und bei Gewerbeimmobilien 60 % des Beleihungswerts oder 50 % des Marktwerts beliehen werden (Art. 126 Nr. 2d CRR). Nach § 14 PfandBG beträgt die Beleihungsgrenze für Realkredite in Deutschland 60 % des Beleihungswerts, wenn sie als kongruente Deckung von Pfandbriefen dienen. Wenn Wohnimmobilien die Voraussetzungen der CRR vollständig erfüllen, wird ihnen ein Risikogewicht von 35 % des Kredits zugewiesen (Art. 125 Nr. 1a CRR), bei Gewerbeimmobilien gilt ein Risikogewicht von 50 % (Art. 126 Nr. 1a CRR). Diese Risikogewichte sorgen für eine geringere Eigenkapitalunterlegung der Immobilienkredite, was niedrigere Kreditmargen zur Folge hat.

## Realkreditsplitting
Die Fachsprache kennt zudem den Begriff des Realkreditsplittings, von dem es die Unterarten echtes und unechtes Realkreditsplitting gibt. Beide haben gemeinsam, dass eine Immobilie mit einem Grundpfandrecht belastet wird, wobei die jeweilige gesetzliche Beleihungsgrenze bei der Kreditgewährung tatsächlich aber überschritten wird. Das unechte Realkreditsplitting, also die Aufteilung eines Realkredits in einen bis zur Beleihungsgrenze reichenden Realkreditteil sowie einen darüber hinausgehenden Personalkreditteil, ist zulässig, ohne dass separate Kreditverträge für die unterschiedlichen Kreditteile abgeschlossen werden müssen. Dem steht nicht entgegen, dass in einzelvertraglichen Kreditvereinbarungen verschiedenartige Tilgungsmodalitäten für die beiden unterschiedlich anzurechnenden Darlehensteilbeträge vereinbart werden können. Beim echten Splitting werden hierfür zwei Kreditverträge geschlossen, die in einen Realkreditteil und einen darüber hinaus grundbuchlich gesicherten Teil aufgeteilt (eben „gesplittet“) werden. Das unechte Realkreditsplitting hingegen kennt nur einen einheitlichen Kreditvertrag, der – abgesehen von unterschiedlichen Zins-/Tilgungssätzen für den Realkredit und den Restkredit – keine Hinweise auf die bankinterne Aufteilung enthält. Das Splitting ist erforderlich, weil aufsichtsrechtlich der Realkreditanteil eine bessere Risikoeinstufung erhält und deshalb von einer geringeren Eigenmittelunterlegung des Kreditinstituts begünstigt ist (siehe Artikel über Beleihungswert). Seine günstige Risikoeinstufung ist darauf zurückzuführen, dass bei lediglich 50%iger oder 60%iger Beleihung die Wahrscheinlichkeit sehr hoch ist, dass der Kredit durch die Verwertungserlöse der beliehenen Immobilie zurückgezahlt werden kann.

## Bilanzierung
Bankenaufsichtsrechtlich gelten Realkredite als Teil der „Forderungen an Kunden“ und sind deshalb Bestandteil der Risikoposition. In der Bankbilanz sind sie nach § 15 Abs. 2 Satz 1 Kreditinstituts-Rechnungslegungsverordnung (RechKredV) gesondert von den übrigen „Forderungen an Kunden“ in einer Ausgliederungsposition als „durch Grundpfandrechte gesichert“ zu zeigen.

## Kreditinstitute
Nicht nur Realkreditinstitute, sondern auch Sparkassen, Genossenschaftsbanken oder Geschäftsbanken dürfen Realkredite gewähren.